# Dezmir, Cluj

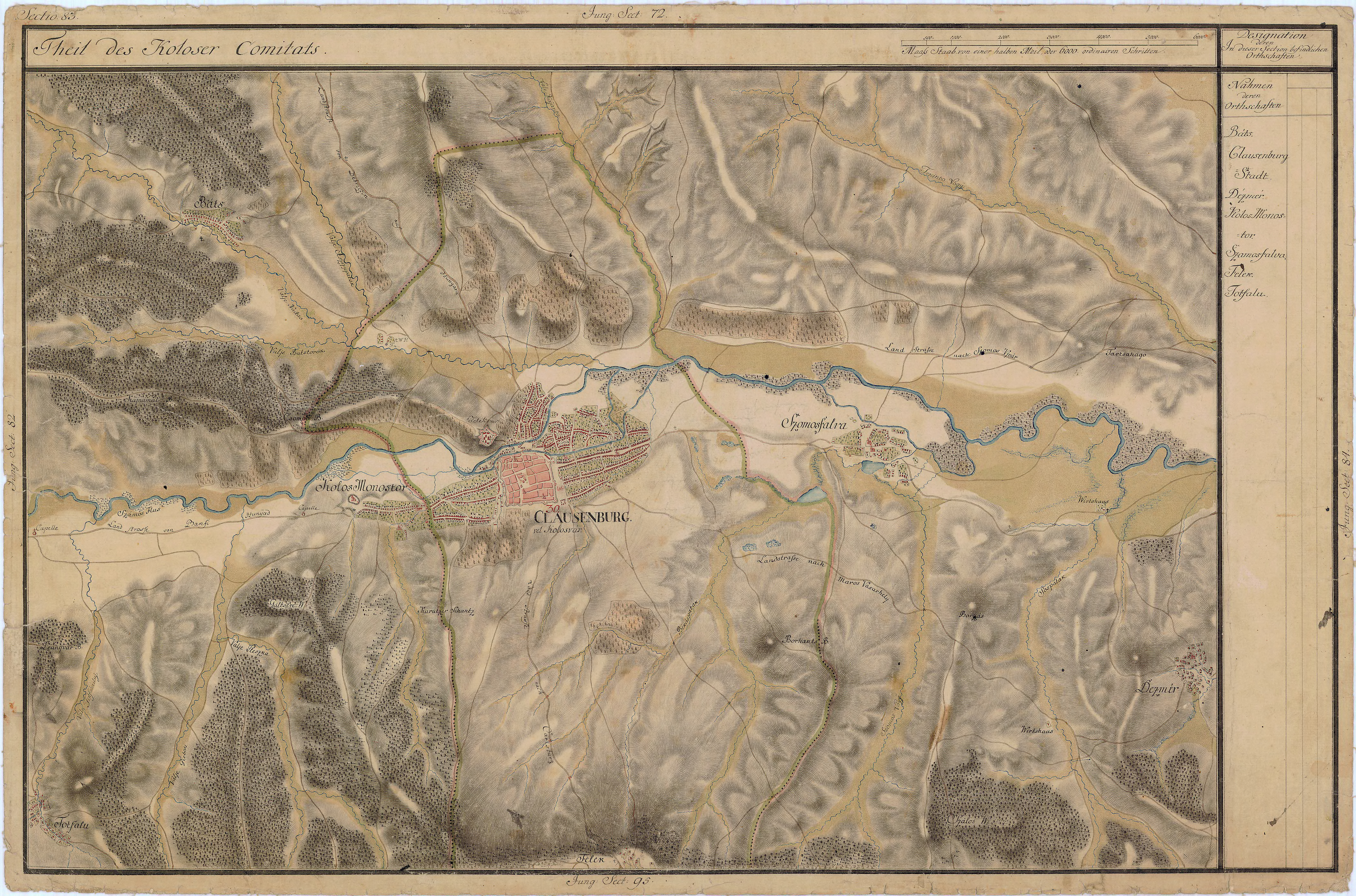
Dezmir pe Harta Iosefină a Transilvaniei, 1769-1773 (Sectio 083)

Dezmir (în maghiară Dezmér) este un sat în comuna Apahida din județul Cluj, Transilvania, România.
Pe Harta Iosefină a Transilvaniei din 1769-1773 (Sectio 083), localitatea apare sub numele de „Dezmér”.

## Date geologice
În perimetrul acestei localități s-a pus în evidență prezența unui masiv de sare gemă și a unor izvoare sărate, saramura fiind întrebuințată din vechi timpuri de către localnici.

## Descoperiri arheologice
În hotarul satului Dezmir au fost identificate două villae rusticae:
- În punctul „Crișeni“, în apropierea drumului roman dintre Napoca și Apahida, s-au descoperit substrucții ale unei clădiri de epocă romană , din care s-a scos un altar votiv închinat lui Silvanus de către sclavul Securus (CIL, III, 863=7661) și un sarcofag de piatră.

- În hotarul „Sub Berc“ a fost cercetată arheologic, în anul 1903, o villa rustica. Construcția avea forma dreptunghiulară, cu dimensiunile 22,25 x 16,7 și ziduri în tehnica opus incertum. Era formata din cinci încăperi și o posibilă curte interioară, atrium, cu un bazin impluvium. in timpul sapaturilor au fost scoase la iveala cărămizi, țigle, cuie, piroane, o verigă din fier și ceramică romană provincială *Repertoriul așezărilor rurale din Dacia romană

## Personalități
- Ioan Lemeni (1780-1861), episcop român greco-catolic.
- Valentin Poruțiu (1883 - 1942), deputat în Marea Adunare Națională de la Alba Iulia 1918

## Galerie de imagini

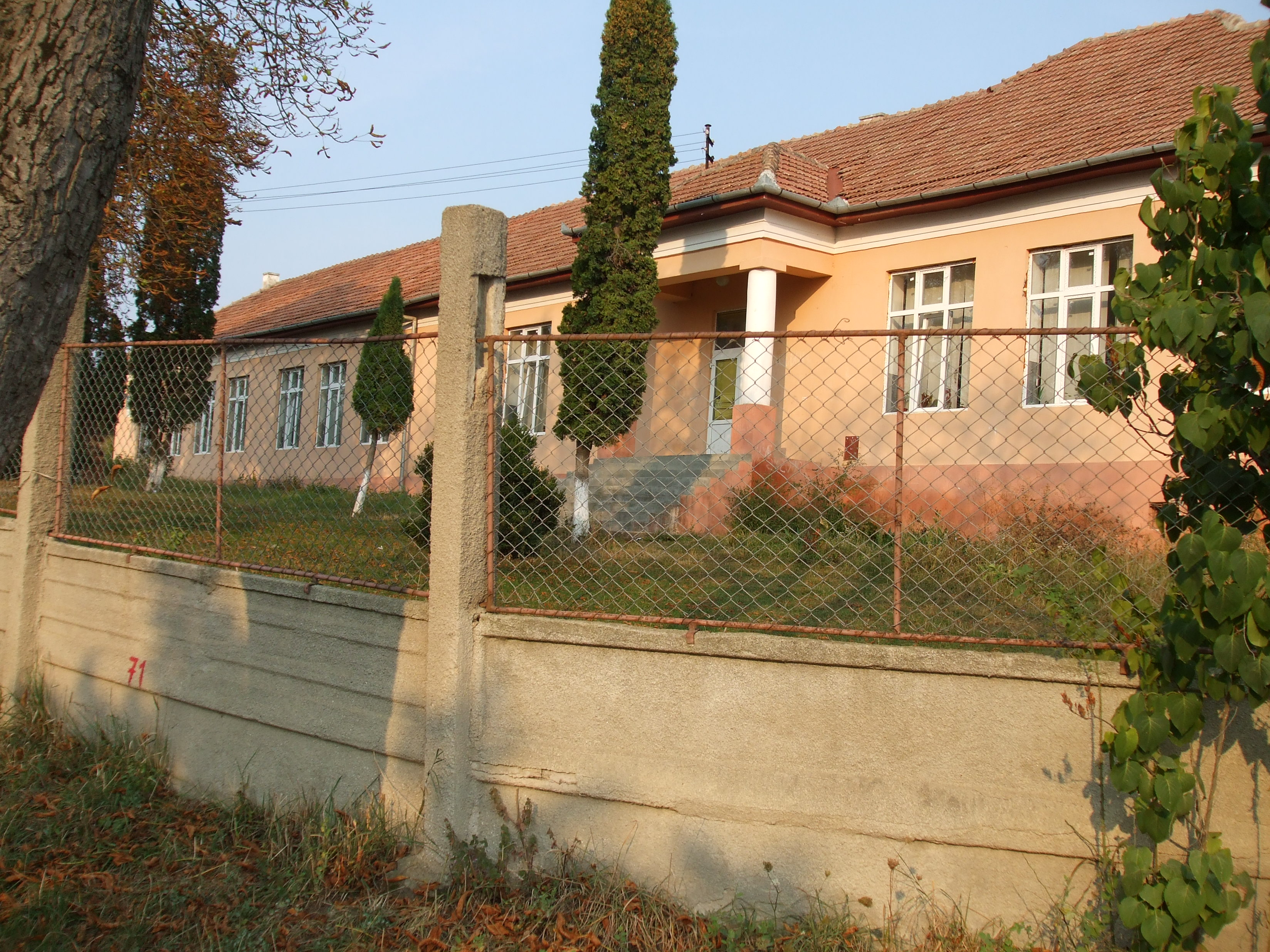
Școala generalǎ - sept.2011
Grupul de colindători - dec.2011
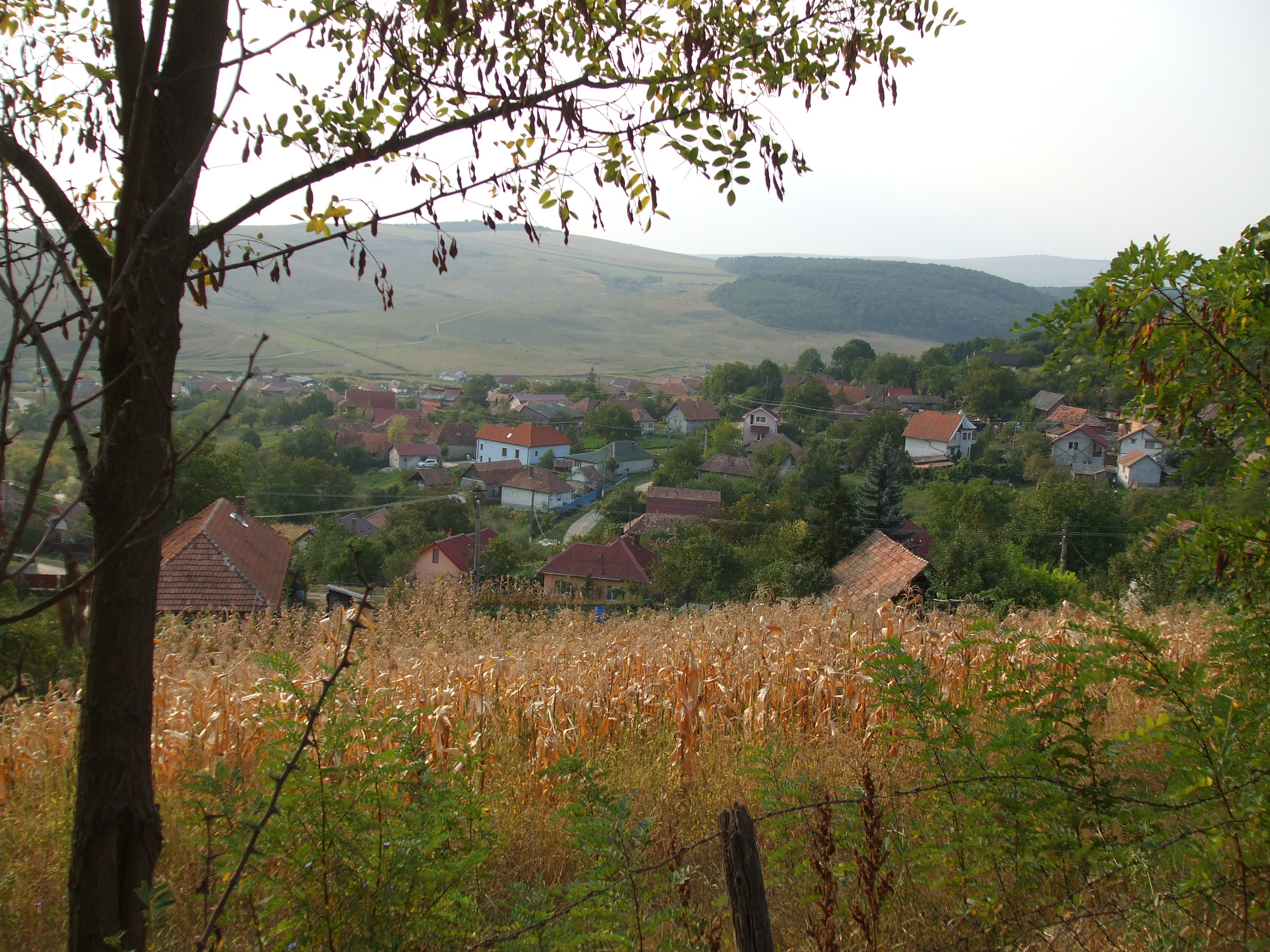
Panoramă Dezmir
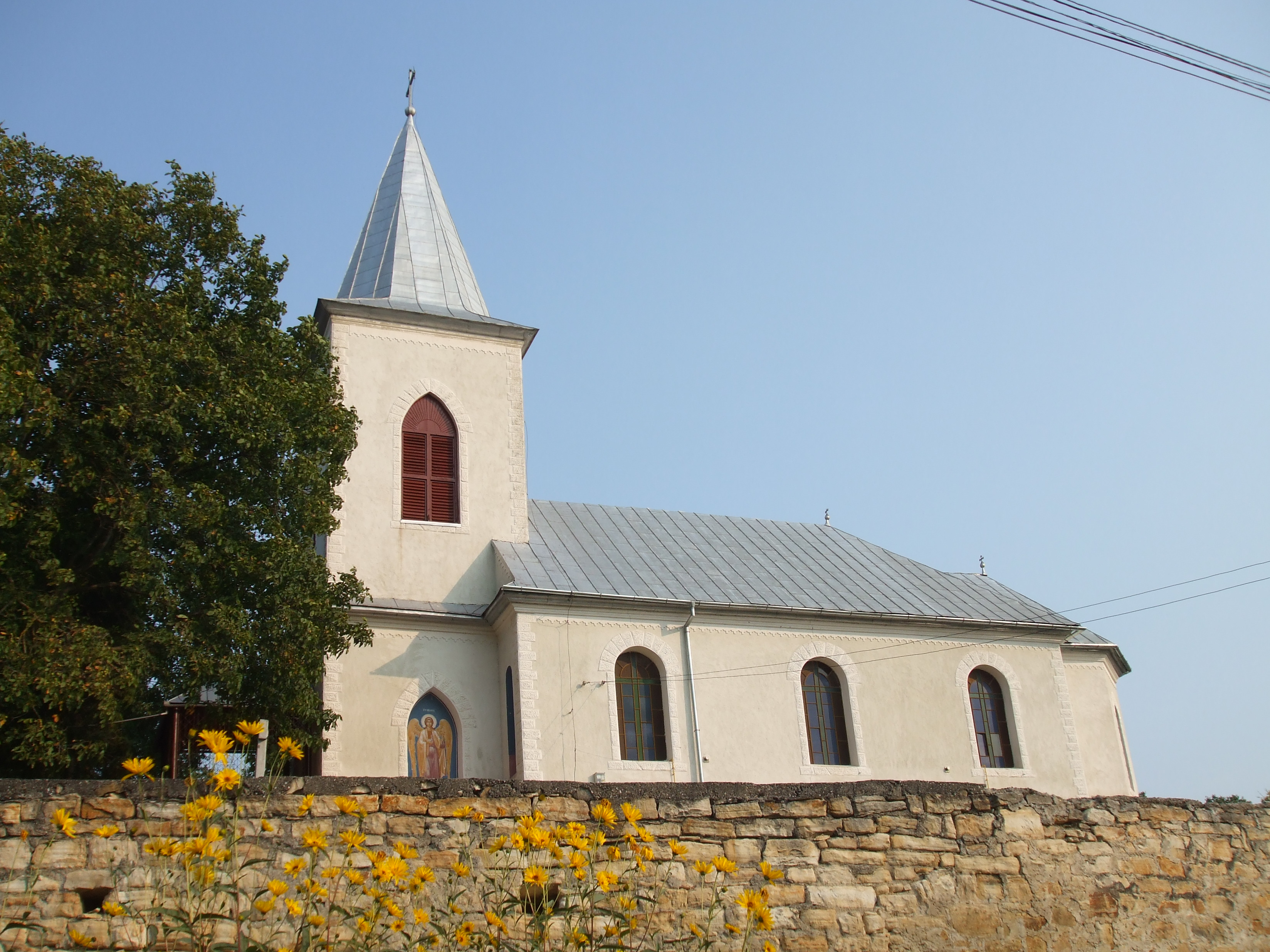
Biserica Dezmir
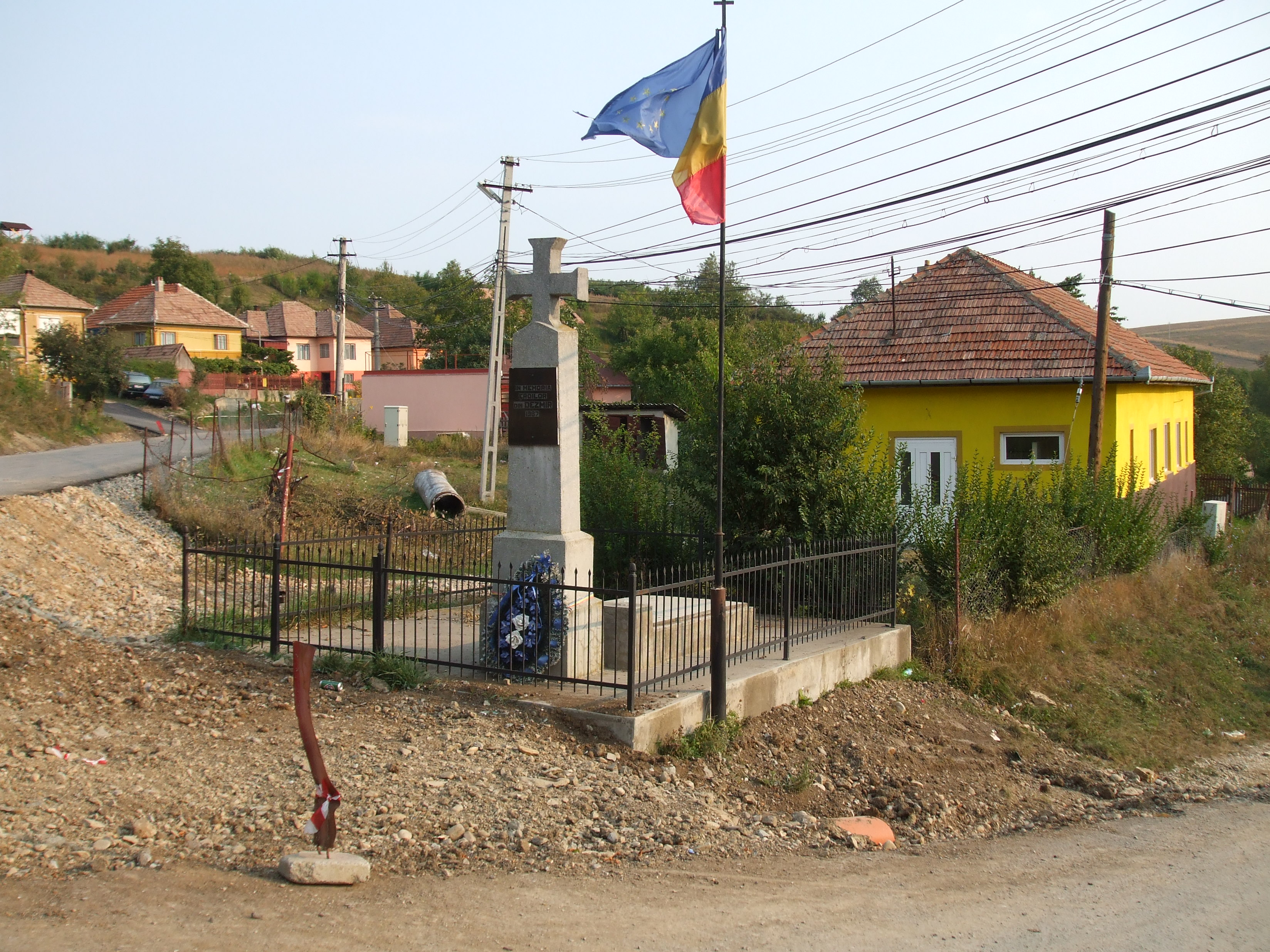
Dezmir - Monumentul eroilor
Pregătirea pentru școală
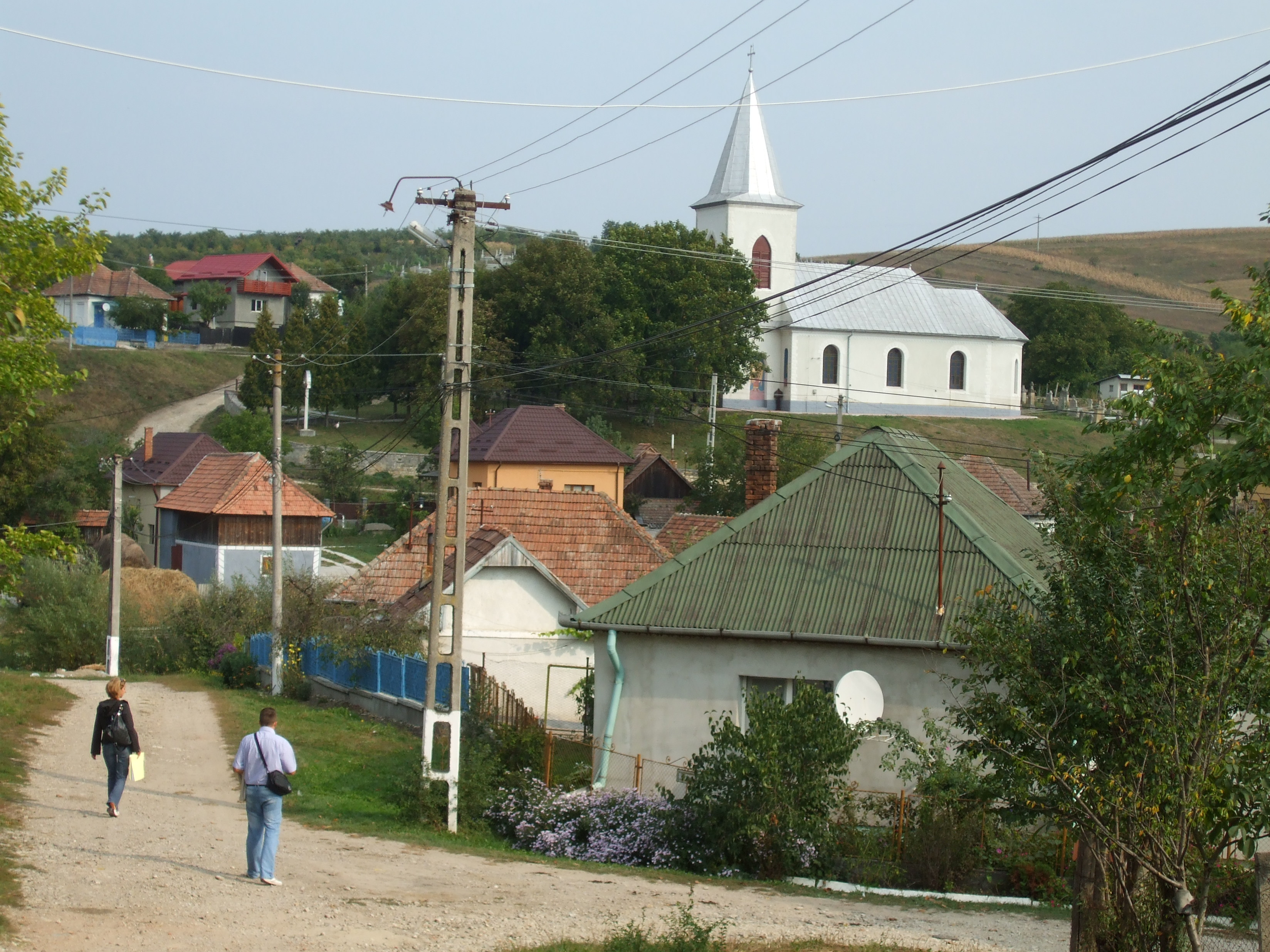
Dezmir ,imagine din sat - sept. 2011